# Michael Daugherty
Michael Kevin Daugherty (28 de abril de 1954) es un compositor, pianista y maestro estadounidense. Influido por la cultura popular, el Romanticismo y Postmodernismo, Daugherty es uno de los compositores de música de concierto más colorido y ampliamente interpretado de su generación.  
Obras destacadas de Daugherty incluyen su Sinfonía Metrópolis para orquesta (1988-93), inspirada por el cómic de Superman, Dead Elvis para fagot solo y conjunto de cámara (1993), Jackie O (1997), Niagara Falls para banda sinfónica (1997), UFO para solo de percusión y orquesta (1999) y para banda sinfónica (2000), Bells for Stokowski de Philadelphia Stories para orquesta (2001) y para banda sinfónica (2002), Fire and Blood para violín solo y orquesta (2003) inspirado por Diego Rivera y Frida Kahlo, Time Machine para tres directores y orquesta (2003), Ghost Ranch para orquesta (2005) y Deus ex Machina para piano y orquesta (2007).  Daugherty ha sido descrito por The Times de Londres como "un magistral hacedor de iconos" con una "imaginación inconformista, sentido estructural intrépido y oído meticuloso."
Actualmente, Daugherty es Profesor de Composición en la Escuela de Música, teatro y danza de la Universidad de Míchigan en Ann Arbor, Míchigan.  Desde 2003, su música ha sido publicada por Boosey & Hawkes y antes de eso por Peermusic Classical.